# Philippe Herreweghe
Philippe Herreweghe (Gand, 2 maggio 1947) è un direttore d'orchestra belga.
Famoso per le sue interpretazioni di Bach, apprezzato soprattutto nel repertorio della musica barocca.
Nel 1970 ha fondato il Collegium Vocale Gent, con il quale è stato invitato da Gustav Leonhardt e Nikolaus Harnoncourt a partecipare all'incisione della prima edizione integrale delle cantate di Bach.
Nel 1977 ha fondato La Chapelle Royale, specializzata nell'interpretazione della musica barocca francese del XVII secolo.
In seguito ha fondato altri gruppi, impegnati in un repertorio che va dalla musica rinascimentale fino alla musica contemporanea.
È spesso invitato come direttore ospite da importanti orchestre europee, come l'Orchestra reale del Concertgebouw di Amsterdam, l’orchestra del Gewandhaus di Lipsia ed altre.
Al Teatro La Fenice di Venezia nel 1983 dirige Les Indes galantes con l'Ensemble instrumental et vocal de la Chapelle Royale.
Dal 1998 al 2002 è stato direttore della Royal Flanders Philharmonic Orchestra o DeFilharmonie/Royal Flemish Philharmonic di Anversa.
L'asteroide 12567 Herreweghe è stato così chiamato in suo onore.

## Discografia essenziale
- Bruckner: Mass In E Minor, Motets - Ensemble Musique Oblique/Philippe Herreweghe, Harmonia Mundi, 1990
- Brahms, Ein deutsches Requiem, Harmonia Mundi, 1996
- Mozart, Requiem, Collegium Vocale and La Chapelle Royale, Harmonia Mundi, 1997
- Bach: Cantatas for Alto Solo - Andreas Scholl/Collegium Vocale Gent/Philippe Herreweghe, Harmonia Mundi, 1998
- Bach, Magnificat, La Chapelle Royale, Harmonia Mundi, 1999
- Bach, Matthäus-Passion (St Matthew Passion), Collegium Vocale, Harmonia Mundi, 1999
- Rameau, Les Indes Galantes, La Chapelle Royale, Musique d'Abord, 2000
- Bach, St. John Passion, Collegium Vocale, Harmonia Mundi, 2003
- Beethoven, Symphony no. 9, Harmonia Mundi, 2003
- Bruckner: Mass in F Minor - Philippe Herreweghe/Orchestre des Champs-Elysées/RIAS Kammerchor, Harmonia Mundi, 2008
- Gesualdo: Responsoria 1611 - Philippe Herreweghe/Collegium Vocale Gent, Outhere, 2013
- Mozart: The Last Symphonies 39, 40 & 41 Jupiter - Philippe Herreweghe/Orchestre des Champs-Elysées, Outhere, 2013
- Bach: Ich elender Mensch & Leipzig Cantatas - Collegium Vocale Gent/Philippe Herreweghe, Outhere, 2013
- Beethoven: Christus am Ölberge, Outhere, Collegium Vocale, Orchestre des Champs-Elysées, 2022